# Хосе де Саламанка-і-Майоль
Хосе де Саламанка-і-Майоль, 1-й маркіз Саламанки, 1-й граф лос Льянос (ісп. José de Salamanca y Mayol; 23 травня 1811 — 21 січня 1883) — іспанський підприємець і політик, міністр фінансів, де-факто голова Ради міністрів Іспанії у вересні 1847 року.

## Життєпис
Син лікаря Хосе Марії де Саламанка-і-Пас і Марії Полонії Майоль-і-Басо. Народився в Малазі 1811 року. Вивчав філософію та право в Колегії Сан-Бартоломе і Сантьяго в Гранаді, закінчивши навчання в 1828 році. Ймовірно, саме в Гранаді він вперше зустрів групи, які виступали проти абсолютистського режиму Фердинанда VII. Невдовзі після повернення до рідної Малаги ліберальний генерал Хосе Марія Торріхос був затриманий за спробу державного перевороту. Саламанка, ймовірно, брав участь у перевороті, він поїхав до Мадрида в невдалій спробі домагатися королівського помилування для Торріхоса. Його революційний запал на деякий час вгамувався, і завдяки дружбі його батька з Франсіско Сеа Бермудесом, президентом Ради міністрів, він став алькальдом Моновера у 1833 році. Того року Фердинанд VII помер, внаслідок чого його удова Марія Христина стала регенткою при трирічній королеві Ізабелли II.
У 1835 році він був призначений алькальдом Вери. Під час каденції одружився з Петронілою Лівермор-і-Салас. Також був обраний представляти провінцію Альмерія в Революційному уряді Севільї. У 1837 році повстання Ла-Гранха-де-Сан-Ільдефонсо змусило Марію Христину відновити ліберальну Конституцію 1812 року, яка була перетворена в нову Прогресивну конституцію 1837 року. Саламанка був обраний депутатом від Малаги до нових кортесах.
Окрім політичної діяльності захопився підприємницькою діяльністю та фінансовими операціями. Після короткої служби суддею в мадридському суді першої інстанції у 1839 році він отримав офіційну монополію на сіль, а також почав грати на Мадридській фондовій біржі. Він став помітною фігурою у вищих колах мадридського суспільства. Серед його соратників протягом наступних кількох років були агенти Банку Ротшильдів у Мадриді — Даніель Вейсвайллер та Ігнасіо Бауер. Проте його володіння соляною монополією викликало ворожнечу генерала Рамона Марії Нарваеса.
Він був засновником Банку Ізабелли II 1844 року. Того ж року, скориставшись панікою на фондовій біржі, викликаною заколотом генерала Мартина Сурбано, зумів за 1 день заробити 30 млн реалів. Саламанка також інвестувала в залізниці, розпочавши будівництво лінії від Мадрида до Аранхуес. 24 грудня 1845 року була заснована Залізнична компанія Мадрид-Аранхуес з капіталом 45 мільйонів реалів. 1846 року внаслідок фінансової кризи відбулося банкрутство Банку Ізабелли. Невдовзі заснував Кадіський банк. 28 березня 1847 року він був призначений міністром фінансів в уряді Хоакіна Франсиско Пачеко, коли уряд упав у жовтні того ж року, він недовго був фактичним президентом Ради міністрів, але його змінив Флоренсіо Гарсія Гойєна, оскільки парламент почав розслідування можливих фінансових порушень його міністерства. Саламанку вдалося врятувати від його фондових спекуляцій, коли Франсіско Серрано Домінгес переконав Ізабеллу II зробити його міністром фінансів.
Незабаром королева Ізабелла відправила у відставку Раду міністрів, створивши новий уряд під керівництвом генерала Нарваеса. Саламанка став боротися проти останнього. Але через зміцнення влади Нарваеса змусило Саламанку вирушити у вигнання до Франції, де він залишався до 1849 року. Після повернення заробив близько 300 мільйонів реалів, здаючи в оренду соляну монополію на п'ять років. Ця сума вдвічі перевищує ті кошти, які він заробив з моменту отримання монополії.
13 серпня 1852 року Саламанка продав залізницю Мадрид-Аранхуес державі за 60,2 мільйона реалів. У червні 1854 року знову опинився у вигнанні за рішенням нового уряду, який прийшов до влади . У липні того ж року зміг повернутися, 1856 року йому було надано звання довічного сенатора.
З 1860 року кар'єра Саламанки почала занепадати через низку невдалих починань. 1863 року королева зробила його маркізом Саламанки, а у 1864 році — графом Лос-Льяноса, що зробило його грандом Іспанії. У 1879 році він отримав право побудувати Канал Дієго для доставки питної води до Вальядоліда
Одним із останніх його бізнес-проєктів було розширення Сан-Себастьяна в 1881 році. Помер у Карабанчел-Бахо в 1883 році, заборгувавши 6 мільйонів реалів